# Stephen S. Harding

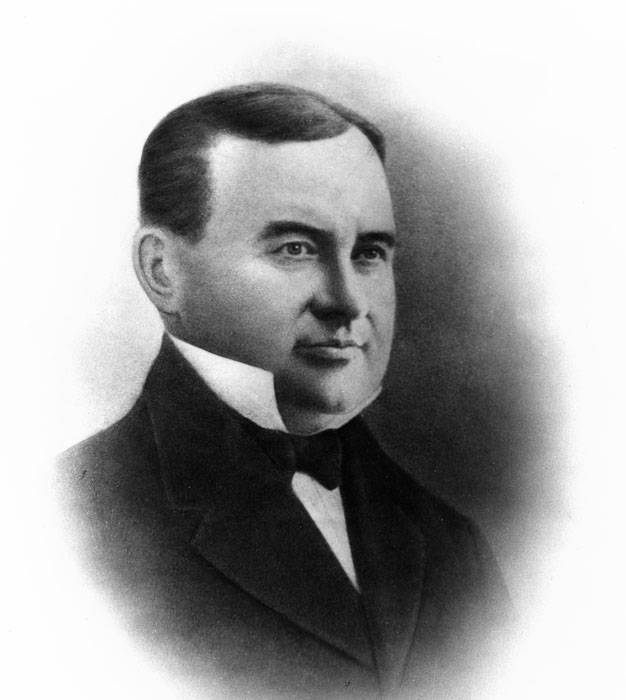
Stephen S. Harding

Stephen Selwyn Harding (* 28. Februar 1808 in Palmyra, Wayne County, New York; † 12. Februar 1891 in Milan, Indiana) war ein US-amerikanischer Jurist und Politiker (Liberal Party) sowie ein glühender Abolitionist.

## Frühe Jahre
Harding war der älteste Sohn von David und Abigail Harding. 1820 zog seine Familie in das Ripley County in Indiana. Er studierte Jura in der Kanzlei von William R. Morris in Brookville, wo er seine Zulassung als Anwalt am 17. März 1828 erhielt. Anschließend eröffnete er eine eigene Anwaltspraxis in Richmond, die sechs Monate geöffnet blieb, bis er eine in Versailles eröffnete. Er heiratete am 31. Oktober 1830 Avoline Sprout. Das Paar hatte zehn gemeinsame Kinder.

## Politische Laufbahn
Er entschied sich 1842 für eine politische Laufbahn, als er erfolglos für das Amt des Vizegouverneurs von Indiana kandidierte. Vier Jahre später scheiterte er bei dem Versuch, für das Amt des Gouverneurs von Indiana zu kandidieren. Einige Zeit, nachdem der Bürgerkrieg ausgebrochen war, ernannte Präsident Abraham Lincoln ihn 1862 zum Gouverneur des Utah-Territoriums. Schon kurze Zeit nachdem er sein Amt angetreten hatte, stellte er ein Blankoamnestie für alle Morrisiten aus, die im Anschluss an den Morrisitenkrieg verurteilt wurden. Er versuchte auch anfangs die Mormonengemeinschaft zu beruhigen, jedoch wurde er schon bald von den Kirchenführer wegen des Fortbestehens der Vielehe kritisiert. Dies führte 1863 zu einer erfolgreichen Petition für seine Entfernung aus dem Amt.

## Weiterer Lebenslauf
Danach wurde er zum US-Konsul in Valparaíso, Chile ernannt, jedoch entschied sich aus persönlichen Gründen für den Posten als Chief Justice am Colorado Supreme Court. 1865 wurde er wegen angeblicher Inkompetenz und Unsittlichkeit von dem Posten entfernt.
Er verstarb 1891 in Milan, wo er auch auf dem Old Milan Cemetery beigesetzt wurde.